# Matt Clark (acteur)
Pour les articles homonymes, voir Matt Clark et Clark.
Matt Clark est un acteur et réalisateur américain, né le 25 novembre 1936 à Washington DC (États-Unis).

## Filmographie

### Comme acteur
- 1967 : Dans la chaleur de la nuit (In the Heat of the Night) : Packy Harrison (pool hall operator)
- 1968 : Will Penny, le solitaire (Will Penny) : Romulus Quint
- 1969 : Le Pont de Remagen (The Bridge at Remagen) : Cpl. Jellicoe
- 1970 : Macho Callahan : Jailer
- 1970 : Monte Walsh : Rufus Brady
- 1971 : Les Proies (The Beguiled) : Scrogins
- 1971 : Pas d'orchidées pour miss Blandish (The Grissom Gang) : Joe Bailey
- 1971 : Honky (en) de  William Graham
- 1972 : Les Cowboys (The Cowboys) : Smiley
- 1972 : Les Indésirables (Pocket Money) : American prisoner
- 1972 : La Poussière, la Sueur et la Poudre (The Culpepper Cattle Co.) : Pete
- 1972 : La Légende de Jesse James (The Great Northfield Minnesota Raid) : Bob Younger
- 1972 : Jeremiah Johnson : Qualen
- 1972 : Juge et Hors-la-loi (The Life and Times of Judge Roy Bean) : Nick the Grub (Jackson gang / Bean marshal)
- 1973 : L'Empereur du Nord (Emperor of the North Pole) : Yardlet
- 1973 : Pat Garrett et Billy le Kid (Pat Garrett & Billy the Kid) : Deputy Sheriff J.W. Bell
- 1973 : Les Bootleggers (White Lightning) : Dude Watson
- 1973 : Le Flic ricanant (The Laughing Policeman) : Coroner
- 1974 : Exécuté pour désertion (The Execution of Private Slovik) (TV) : Dunn
- 1974 : Melvin Purvis G-MAN (TV) : Charles 'Charlie' Parlmetter
- 1974 : L'Homme terminal (The Terminal Man) de Mike Hodges : Gerhard
- 1974 : This Is the West That Was (TV) : Buffalo Bill Cody
- 1975 : The Kansas City Massacre (TV) : Verne Miller
- 1975 : La Petite Maison dans la prairie (The House on the Prairie) (série télévisée) saison 1, épisode 18 (L'épidémie (Plague) ) : Eric Boulton
- 1975 : Hearts of the West, d'Howard Zieff : Jackson
- 1976 : The Great Ice Rip-Off (TV) : Georgie
- 1976 : Josey Wales hors-la-loi (The Outlaw Josey Wales) : Kelly
- 1977 : Kid Vengeance : Grover
- 1977 : Un couple en fuite (Outlaw Blues) : Billy Bob
- 1977 : Dog and Cat (en) (TV) : Lt. Arthur Kipling
- 1977 : Dog and Cat (en) (série télévisée) : Lt. Arthur Kipling (1977)
- 1978 : Lacy and the Mississippi Queen (TV) : Reynolds
- 1978 : Driver (The Driver) : le premier inspecteur
- 1979 : Dreamer (en) de  Noel Nosseck : Spider
- 1979 : La dernière Chevauchée des Dalton (The Last Ride of the Dalton Gang) (TV) : George 'Bitter Creek' Newcomb
- 1979 : La Petite Maison dans la prairie (The House on the Prairie) (série télévisée) saison 5, épisode 24 (Question de vie ou de mort (Mortal Mission) ) : Seth Berwick
- 1980 : Brubaker : Roy Purcell
- 1981 : Ruckus (en) de Max Kleven : Cecil 'Cece' Grant
- 1981 : Le Justicier solitaire (The Legend of the Lone Ranger) : Sheriff Wiatt
- 1981 : Dent pour dent (An Eye for an Eye) de   Steve Carver : Tom McCoy
- 1981 : The Children Nobody Wanted (en) (TV) de  Richard Michaels : Bill Westbrook
- 1982 : Some Kind of Hero (en) de  Michael Pressman : Mickey
- 1982 : In the Custody of Strangers (en) (TV) : Mike Raines
- 1982 : Honkytonk Man : Virgil
- 1983 : Le Souffle de la guerre ("The Winds of War") (feuilleton TV)
- 1983 : Andrea's Story: A Hitchhiking Tragedy (TV) : Phil Cranston
- 1984 : Les Moissons de la colère (Country) : Tom McMullen
- 1984 : Love Letters (en) d' Amy Holden Jones : Chuck Winter
- 1984 : Les Aventures de Buckaroo Banzaï à travers la 8e dimension (The Adventures of Buckaroo Banzai Across the 8th Dimension) : Secretary of Defense McKinley
- 1985 : Tuff Turf (en) de  Fritz Kiersch : Stuart Hiller
- 1985 : Oz, un monde extraordinaire (Return to Oz) : Oncle Henry
- 1985 : Love, Mary (en) (TV) de Robert Day : Fennie Groda
- 1985 : Un tueur dans New York (en) (Out of the Darkness) (TV) : John Hubbard
- 1986 : Six hommes pour sauver Harry de Stuart Rosenberg (Alan Smithee) : Walt Clayton
- 1987 : Kenny Rogers as The Gambler, Part III: The Legend Continues (en) (TV) : Sgt. Grinder
- 1987 : The Quick and the Dead (en) (TV) de  Robert Day : Doc Shabitt
- 1988 : Les Orages de la guerre (War and Remembrance) (feuilleton TV) : Chief Clark (Northampton)
- 1989 : Terreur sur l'autoroute (Terror on Highway 91) (TV) : Jim Warren
- 1989 : House 3 (The Horror Show) de  James Isaac : Dr Tower
- 1989 : L'Assassin de mes nuits (en) (Blind Witness) (TV) : Lt. Schapper
- 1990 : Cadence : Franklin F. Bean, Sr.
- 1990 : Retour vers le futur III (Back to the Future Part III) : Chester the Bartender
- 1991 : Affaire non classée (Class Action) : Judge R. Symes
- 1991 : Jugement aveugle (A Seduction in Travis County) (TV) : Dobbs
- 1992 : Frozen Assets (en) de George Trumbull Miller : J.F. Hughes
- 1993 : Dead Before Dawn (en) (TV) : John DeSilva
- 1993 : Les Requins de la finance (en) (Barbarians at the Gate) (TV) : Edward A. Horrigan Jr.
- 1993 : The Harvest : Hank
- 1995 : Crazy for a Kiss (TV) : Doug Kinross
- 1995 : A Season of Hope (TV) : Wallace Porter
- 1995 : Candyman 2 (Candyman: Farewell to the Flesh) : Honore Thibideaux
- 1995 : She Stood Alone: The Tailhook Scandal (TV)
- 1996 : Raven Hawk (en) (TV) : Ed Hudson
- 1996 : Mother : Ben Wilson
- 1996 : Cutty Whitman (TV)
- 1996 : La Poupée de la terreur 2 (TV) : Ansford
- 1997 : Hacks : Chauffeur de bus
- 1998 : Hors-la-loi (Stranger in the Kingdom) : Judge Forest Allen
- 1998 : Claudine's Return (en) : Pelican
- 1998 : L'Héritage de Malcolm (Homegrown) : Sheriff
- 1999 : Five Aces (en) de  David O'Neill : Phillip
- 2000 : South of Heaven, West of Hell (en) de  Dwight Yoakam : Burl Dunfries
- 2010 : The Way, la route ensemble d'Emilio Estevez : Père Frank
- 2019 : Noël sous un ciel étoilé (Christmas Under the Stars) d'Allan Harmon (TV) : Dave Voss

### Comme réalisateur
- 1987 : My Dissident Mom (TV)
- 1988 : Da (en) de  Matt Clark